# Blovice
Blovice (německy Blowitz, dříve Blewicz nebo Plowycze) jsou město v okrese Plzeň-jih v Plzeňském kraji. Leží 25 kilometrů jihovýchodně od Plzně. Mají přibližně 4 200 obyvatel a v současné době mají postavení obce s rozšířenou působností. Protéká jimi řeka Úslava a dopravní obslužnost s krajským městem Plzní je zajištěna tratí 190. Během své historie patřilo město pod cisterciácký klášter v Nepomuku a poté pod hradišťské panství. V minulosti bývaly Blovice okresním a posádkovým městem.

## Název
Ve starých českých pramenech najdeme označení Blevice, Blewicze, Plowycze (berní rule z roku 1654, kde se objevuje ale i Blowitz), v latinských Blewicz (registry decimarum papalium z roku 1352), Blowicz, Blouicz (Libri confirmationum z roku 1379) a v německých Blowitz. Na 3. vojenském mapování z poloviny 19. století však nejsou Blovice vůbec zaneseny. Ke vzniku a významu jména Blovice existují dvě základní teorie:
- „Jménem připomínají Blovice na prvotní dějiny slovanské, kdy byly zakládány osady na výhodných místech pro orbu a výživu, poblíž proudící vody, obývané pod správou zvoleného vladyky, dle něhož i jméno obdržely.“[5] V dokladech vidíme také znění Blevice. To vedlo k názoru, že by základem mohlo být jméno Bleva, jenže to není doloženo a jména Blov a Zblov by tak nešly vyložit. Tvary Blevice lze vysvětlit tak, že ve 14. století po měkkých souhláskách probíhala změna „o“ na v „e“ (blízké obce Těnovice a Střížovice tak měly tvar Těněvice a Střieževice) – dojde se tak analogicky ke změně i u názvu tohoto města. Ale tvary s „e“ z velké části zanikly, výslovnost se vrátila k „o“ – proto Těnovice, Střížovice i Blovice: tvar s „e“ je zapsán naposled v polovině 15. století.[4]

- Dr. Antonín Profous ve své knize o místních jménech uvádí následující hypotézu o vzniku názvu města: "Jménu se podobá jméno Zblovice, nacházející se poblíž Znojma. Vzniklo z příjmení Stblo a jako ze staročeského stblo vzniklo novočeské zblo, tak i ze Stblovic vznikly Zblovice. Stblovice je označení pro ves lidí Stéblových. Ze jména Zblovice pak vzniklo jméno Blovice chybným rozložením na předložku z a jméno Blovice".[6][7]

## Historie
První písemná zmínka o Blovicích (tehdy jako o trhové vsi s právem soudit patřící cisterciáckému klášteru v Pomuku) se datuje do roku 1284. V tento rok král Václav II. konfirmuje privilegium Václava I. dané opatu nepomuckého kláštera, a to, aby lupiči a zločinci, kteří budou na území patřící klášteru chyceni, byli souzeni na stanovených místech, tj. v Blovicích nebo Nepomuku. V této době spravoval trhovou ves rychtář a soudce v jedné osobě dosazený opatem. Ačkoli patřila obec (tento rok povýšena na město) pod klášter na Zelené hoře, sama vlastnila v roce 1383 vesničku Podhůří, která jim patřila do roku 1603. O rok později, v roce 1384, došlo k založení farního kostela osazeného vlastním farářem, což značí význačnost této střediskové obce. Ve vlastnictví cisterciáků byly až do 23. dubna 1420, kdy byl klášter husity vedenými Mikulášem z Husi vypálen.
Po skončení husitských válek se Blovice spolu s Nepomukem staly součástí jednoty strakonické, která vystupovala proti panovníkovi Jiřímu z Poděbrad. Mír mezi těmito dvěma stranami byl dojednán na nedalekém hradu Vlčtejn roku 1450. V roce 1465 získávají Blovice svůj městský znak. 11. března 1509 povolil král Vladislav II. Blovicím výroční trh a právo volby purkmistra. V roce 1575 na masopustní úterý došlo k požáru, při kterém shořelo 53 domů. Žhář, Jan Šašek, byl druhou postní sobotu za mostem přes řeku Úslavu upálen (dnes boží muka v místní části Bohušov). Stejný osud potkal i žhářku Annu Žemličkovou, která v roce 1591 na den svaté Hostie v 11 hodin založila požár, který zničil 11 domů. Upálena byla 15. května téhož roku.
Rok 1587 se stal pro zdejší obyvatele důležitým, protože jim bylo přiznáno právo volného odkazu majetku a právo vaření piva, přičemž již v roce 1620 zde vařily dva pivovary. V roce 1650 udělil Rudolf ze Svárova cechu mlynářskému a pekařskému artikule a po své smrti všem místním obyvatelům odpustil dluhy. Řeznickému cechu pak výsady a artikule udělil Petr Tobiáš ze Svárova. 11. srpna 1674 se z berní ruly dozvídáme, že zde jsou „lidé chudí, domy chatrné a větším dílem otrhané“.
V roce 1791 se v Blovicích zavedl tzv. regulovaný magistrát. 25. března 1848 se ve čtyři hodiny odpoledne konala na blovickém náměstí velká slavnost díky vyhlášení konstituce. 1. května 1848 vypukly ve městě nepokoje namířené proti místním židům, kteří museli z města uprchnout. Proto dorazila 10. května do města setnina vojáků z Plzně, aby uklidnila situaci a židé se mohli vrátit do svých domovů. 23. května 1868 přijel do Blovic první vlak. V roce 1881 se stalo město Blovice členem Sboru pro zřízení českého Národního divadla v Praze, když přispělo částkou 500 zlatých.
V roce 1887 byly ve městě následující živnosti: obchodník s mýdlem, dva obchodníci se smíšeným zbožím, šest obchodníků se střižném zboží, dva obchodníci s uhlím, 12 obchodníků s potravinami, obchodník s obilím, obchodník s dobytkem, 10 hostinců, nálevna vína, 6 náleven lihovin, cukrář, hodinář, hrnčíř, klempíř, knihař, kolář, kominík, dva kožešníci, tři kováři, 15 krejčích, tři krupaři, dva mlynáři, pecnář, čtyři pekaři, pernikář, provazník, devět obuvníků, šest řezníků, sedlář, dva sklenáři, čtyři truhláři a zednický mistr.
V roce 1914 příslušela obec okresnímu hejtmanství, krajskému soudu i berní správě v Plzni, vikariátu v Měčíně a diecézi v Českých Budějovicích.

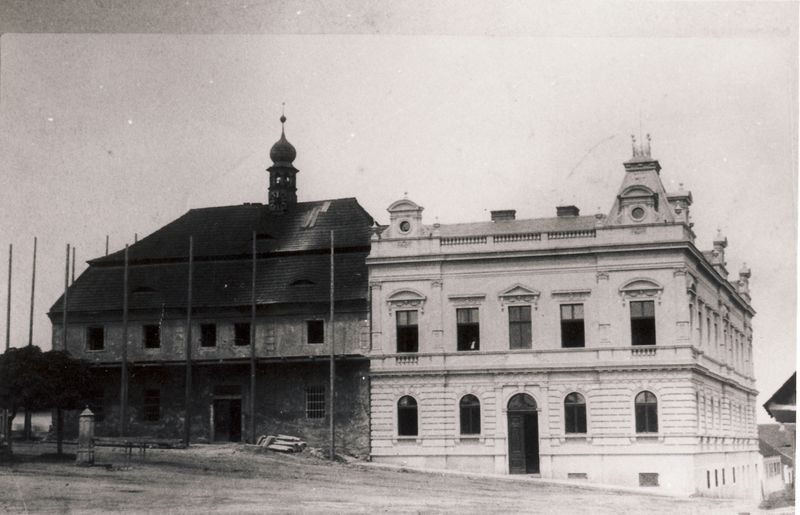
Přestavba radnice a okresního soudu v roce 1892

### První světová válka
V říjnu roku 1915 pochodoval prapor 35. pěšího pluku z Plzně do Českých Budějovic a v Blovicích se zastavil k třídennímu pobytu. Pro rebelování byli čtyři vojáci uvězněni v městské věznici. Ti však vyrazili dveře šatlavy a udeřili velitele stráže do obličeje. Další strážný však třikrát vystřelil na vězně a zasáhl vojína Petra Puchtu ze Spáleného Poříčí do hrudníku. Ten na místě zemřel a další dva vojíni byli zraněni.
Na jaře 1918 byly ve městě dopadeny děti ve věku 9–18 let, které kradly. Jednalo se o děti dělníků z Duchcova, Mostu a Horního Litvínova.
28. říjen 1918 byl Blovickými přijímán nadšeně. Symboly Rakouska-Uherska byly za melodie písně „Loučení“ hozeny do Úslavy. Místní na nádraží odzbrojovali projíždějící vojáky.

### Po roce 1945
Plenární zasedání udělilo dne 2. dubna 1948 čestné občanství ministru zemědělství Juliu Ďurišovi a 22. listopadu 1948 prezidentu republiky Klementu Gottwaldovi.
Vládním nařízením ze dne 18. ledna 1949 o územní organisaci okresů v českých zemích byl založen okres Blovice se sídlem v Blovicích, přičemž příslušný ONV zahájil činnost 1. února 1949. Poněkud neutěšený stav města ilustruje novinový článek „Do Blovic je cesta dlouhá…“ ze 6. října 1959:
„Jistě máš milý čtenáři, určitou představu o okresním městě. Když přicházíš do okresního města očekáváš, že tu najdeš nejen všechny okresní úřady a instituce, ale i hospodářské a kulturní středisko celého okresu. Tak i já jsem měl stejnou představu, dokud jsem nepřijel na delší čas do 'okresního' města Blovic. Funguje tu sice Okresní národní výbor a jiné instituce ale… cožpak to dnes stačí k charakteristice okresního města?
Na příklad stavební ruch. Není. Ať jedeš do Blovic z kterékoliv strany, nikde neuvidíš štíhlý jeřáb – neklamnou známku výstavby. Zamyslíš se a nechápeš. V jiných okresních městech se staví obytné i kulturní domy, stadióny, plavecké bazény. V Blovicích nic takového. Nešťastnému okresnímu městu se již po několik let slibuje slibná perspektiva. Jenže uznejte – v perspektivě se nedá dost dobře bydlet a plány ti střechu nad hlavou nepostaví. Dnes již šedesátiletí kmetové si pamatují, že jim za Rakouska slibovali školu. Nepostavila se, a také za buržoazní republiky k tomu nedošlo. Úkol postavit školu spadl pochopitelně až do naší epochy, která již tolikrát musela odčiňovat příkoří minulosti. Jinde jsme to učinili – ale v Blovicích dosud škola nestojí. (…)
Věřte nebo nevěřte, ale v Blovicích není ani stálé kino. V tomto městě se dovršuje kulturní revoluce tak, že všechny akce včetně filmu, se konají v sokolovně. V praxi to vypadá tak, že jedna organizace hlídá druhou, aby nepřekročila stanovený čas. (…) Ani hotel tu není. Kdybych byl náhodou neměl v Blovicích známého, který by mne vzal na kvartýr, byl bych musel odjet do Plzně, nebo spát v hotelu v Nepomuku (není to okresní město). V Panském domě sice nějaký ten pokoj je, ale vše je obsazeno personálem, který právě pro nedostatek bytů nemá kde bydlet. A tak se všechno točí pěkně dokola. Teď by bylo na místě přestat. Ale nedá mi to. V Blovicích není ani pořádná prádelna, ani byfé, kde by přespolní dostali hlt teplé polévky.
Končím svůj blovický truchtopis a doporučuji, aby vyslali na pouhých čtrnáct dní všichni ti, kteří mohli pomoci a nepomohli. Pravďáček“
O velikosti města vypovídá i skutečnost, že se zde nacházely tři buňky Československého svazu mládeže (Blovice-Hájek, Blovice-střed a Blovice-Dubí).

### Sloučení s obcí Hradiště
14. listopadu 1959 se na společné schůzi Místního národního výboru Blovice, MNV Hradiště, místního výboru KSČ Blovice a základní organizace KSČ Hradiště jednalo o sloučení města Blovic s obcí Hradiště i její místní části Bohušov. O sloučení těchto dvou obcí se jednalo již před druhou světovou válkou, avšak nedošlo k němu z důvodu nezájmu Hradišťských, protože se v Blovicích vybíraly vyšší daňové přirážky než na Hradišti. Místní referendum ukázalo, že téměř 100 % občanů obce Hradiště se chce připojit k městu Blovice, a tak došlo 12. června 1960 ke sloučení.

### Územní příslušnost
| Období    | Vlastník (od roku 1850 příslušnost)                             |
| --------- | --------------------------------------------------------------- |
| 1284–1420 | klášter cisterciáků na Zelené hoře u Nepomuka                   |
| 1420–1425 | Bohuslav ze Švamberka                                           |
| 1425–1427 | Hynek Krušina ze Švamberka                                      |
| 1427–1454 | Jaroslav z Javora                                               |
| 1454–1465 | Vilém z Netunic                                                 |
| 1465–1529 | rod Šternberků (Zdeněk ze Šternberka)                           |
| 1529–1536 | Zdeněk Lev z Rožmitálu                                          |
| 1536–1566 | Adam ze Šternberka, Vilém ze Šternberka, Ladislav ze Šternberka |
| 1566–?    | Kryštof starší Roupovský z Roupova, na Vlčtejně a Poříčí        |
| ?–1650    | páni Roupovští z Roupova                                        |
| 1650–1654 | Rudolf ze Svárova                                               |
| 1654–?    | Karel ze Svárova                                                |
| ?–?       | Petr Tobiáš ze Svárova                                          |
| 1772–?    | Jan Prokop Krakovský                                            |
| ?–1833    | kraj Klatovský                                                  |
| 1833–1850 | kraj Plzeňský                                                   |
| 1850–1855 | okresní hejtmanství Rokycany, kraj Plzeňský                     |
| 1855–1868 | Smíšený politicko-soudní okres Blovice, kraj Plzeňský           |
| 1868–1928 | okresní zastupitelstvo Blovice, politický okres Plzeň           |
| 1939–1945 | Oberlandratsbezirk Pilsen, Land Böhmen                          |
| 1945–1949 | země Česká                                                      |
| 1949–1960 | Okres Blovice, kraj Plzeňský                                    |
| 1960–2000 | Okres Plzeň-jih, kraj Západočeský                               |
| 2000–     | Okres Plzeň-jih, samosprávný kraj Plzeňský, kraj Západočeský    |

## Přírodní poměry

### Geologická stavba, reliéf a půdy

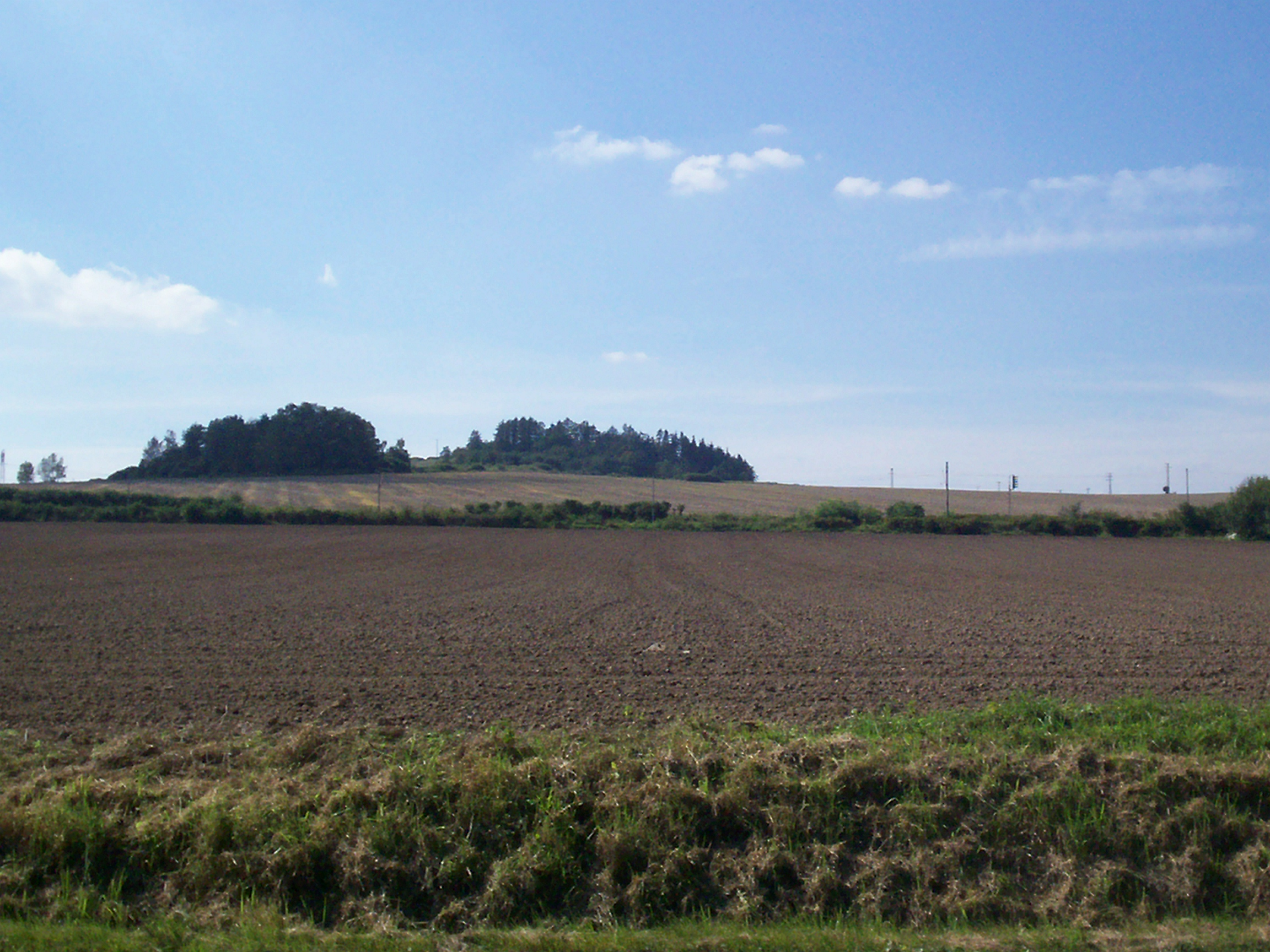
Vrch Jonáková (462 metrů)

#### Vrcholy
V okolí města se nachází několik vrcholů, které všechny náleží do Švihovské vrchoviny, konkrétně podcelku Radyňské vrchoviny a okrsku Blovické pahorkatiny:
- Buková hora (651 m n. m.)
- Dubí (507 m n. m.) – nad železničním nádražím, v minulosti zdroj jílu pro místní cihelnu, která leží na jeho úpatí.
- Jonáková (462 m n. m.) s blízkou Rohatou skálou
- Karlov (540 m n. m.)
- Oběšený (526 m n. m.)

### Vodstvo a podnebí
Městem od jihu na sever protéká řeka Úslava, do které se na území města vlévají potoky Chocenický, Komorenský a Cecima. Řeka Úslava napájí Huťský rybník, potok Cecima napájí rybník Cecima a potok Komorenský Poplužní rybník.

## Obyvatelstvo
| Rok            | 1869  | 1880  | 1890  | 1900  | 1910  | 1921  | 1930  | 1950  | 1961  | 1970  | 1980  | 1991  | 2001  | 2011  | 2021  |
| -------------- | ----- | ----- | ----- | ----- | ----- | ----- | ----- | ----- | ----- | ----- | ----- | ----- | ----- | ----- | ----- |
| Počet obyvatel | 3 254 | 3 469 | 3 273 | 3 222 | 3 249 | 3 317 | 3 818 | 3 576 | 3 696 | 3 751 | 3 732 | 3 591 | 3 868 | 4 177 | 3 999 |
| Počet domů     | 434   | 466   | 471   | 458   | 480   | 522   | 688   | 847   | 819   | 824   | 851   | 989   | 1 033 | 1 103 | 1 146 |

### Struktura
30. září 2017 bylo nezaměstnaných pouze 2,2 % obyvatel.
V celém blovickém soudním okresu se v roce 1880 nacházelo 96 Němců, avšak o deset let později jejich počet klesl na pouhých devět.

### Náboženský život
První zmínka o farním kostele v Blovicích se datuje už do roku 1384.

### Čestní občané města
- Edvard Beneš, čestné občanství uděleno 1918 nebo 1919[13]
- Václav Ebenstreit, čestné občanství uděleno 14. prosince 1884[14]
- František Háček, čestné občanství uděleno 5. května 1879[15], str. 48
- Josef František Karlík, čestné občanství uděleno 12. února 1904[16]
- Jan Milostín Kratochvíle, čestné občanství uděleno 1879[17]
- Jiří Kristián kníže Lobkowicz, čestné občanství uděleno 13. května 1905[18]
- František Palacký, čestné občanství[19] uděleno 14. dubna 1861[zdroj?]
- Eduard Pálffy z Erdödu, čestné občanství uděleno 1886[20]
- Štěpán Pučálka, čestné občanství uděleno 1911[21][22]
- Jan Evangelista Purkyně, čestné občanství uděleno 14. dubna 1861[15], str. 66
- František Raušar, čestné občanství uděleno 3. října 1916,[23] opakovaně pak 21. srpna 1937[4][24]
- František Ladislav Rieger, čestné občanství[19] uděleno 14. dubna 1861[zdroj?]
- Alfred Strejček, čestné občanství schváleno zastupitelstvem 29. června 2022[25]
- Julius Ďuriš, čestné občanství uděleno 2. dubna 1948,[26] odejmuto 6. června 2002[26]
- Klement Gottwald, čestné občanství uděleno 22. listopadu 1948,[26] odejmuto 6. června 2002[26]
- Gustav Habrman, čestné občanství uděleno 20. listopadu 1918 (opětovně pak 23. ledna 1924, poté anulováno),[27] odebráno na konci roku 1942[28]
- Milan Hodža, čestné občanství uděleno 6. března 1938[5], odebráno na konci roku 1942[28]
- Alois Jirásek, čestné občanství uděleno 20. listopadu 1918,[29] odebráno na konci roku 1942[28]
- Václav Klofáč, čestné občanství uděleno neznámo kdy, odebráno na konci roku 1942[28]
- Karel Kramář, čestné občanství uděleno 20. listopadu 1918 (opětovně pak 23. ledna 1924, poté anulováno),[27]  odebráno na konci roku 1942[28]
- Tomáš Garrigue Masaryk, čestné občanství uděleno neznámo kdy, odebráno na konci roku 1942[28]
- František Staněk, čestné občanství uděleno neznámo kdy, odebráno na konci roku 1942[28]

V roce 1895 se rozšířila zpráva o udělení čestného občanství města Josefu Dezortovi za dar městu. Jednalo se však o fámu.

## Městská správa a politika

### Městské symboly

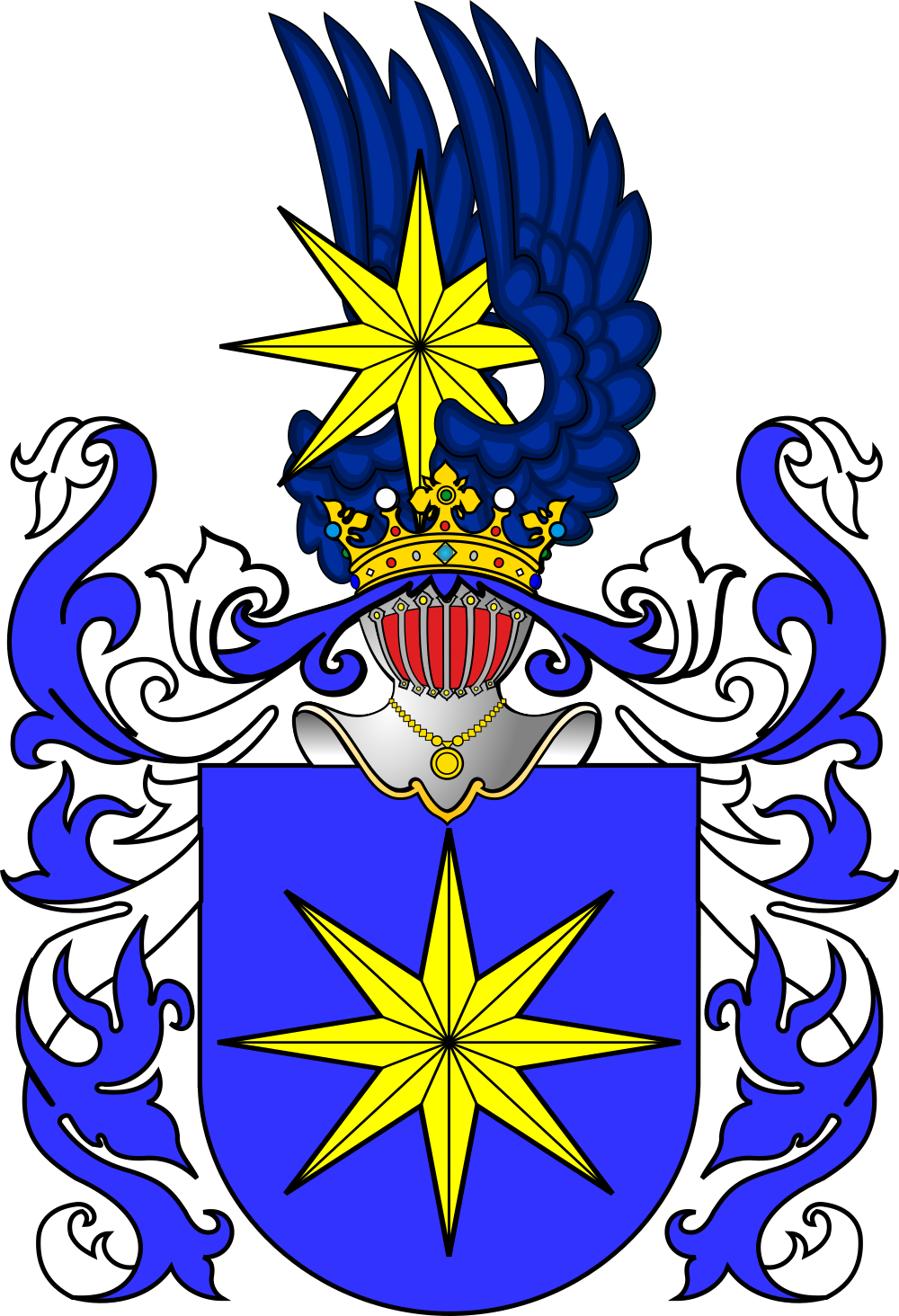
Znak rodu Šternberků

„Na štítě modrém, stříbrná hradba s cimbuřím, otevřenou branou, s vytaženou mříží. Nade zdí 3 stříbrné věže s červenými střechami, mezi nimi vpravo zlatý půlměsíc, vlevo zlatá hvězda.“ Toliko městská kronika, zápis z roku 1926. Tento znak získaly Blovice pravděpodobně v roce 1465. Osmicípá hvězda na znaku tedy pravděpodobně odkazuje na znak Šternberků.
Původní znak, používaný do konce 18. století, ale vypadal jinak než ten dnešní. Ten tvořil modrý štít, na němž byly vedle sebe tři stříbrné stany, přičemž prostřední byl o něco vyšší. Každý měl otevřený vchod a výrazný zlatý kříž na špici. Vpravo od prostředního stanu byl zlatý dorůstající půlměsíc a vlevo osmicípá hvězda.
Vlajka byla městu udělena rozhodnutím předsedy Poslanecké sněmovny Parlamentu České republiky dne 27. května 2008.

### Zastupitelstvo a rada města Blovice
| KSČM | ANO · ANO | ŽIJEME BLOVICE - SNK · ŽIJEME BLOVICE - SNK · ŽIJEME BLOVICE - SNK · ŽIJEME BLOVICE - SNK · ŽIJEME BLOVICE - SNK · ŽIJEME BLOVICE - SNK · ŽIJEME BLOVICE - SNK | TOP 09 | ODS · ODS · ODS · ODS |

Aktuální zastupitelský sbor má 15 členů, kteří byli zvoleni v komunálních volbách konaných ve dnech 5. a 6. října 2018. Do zastupitelstva města bylo zvoleno pět politických stran a hnutí. Celkem ve volbách kandidovalo stran sedm. Nikdo ze zástupců hnutí STAN ani strany ČSSD však zvolen nebyl. Volby vyhrálo sdružení nezávislých kandidátů ŽIJEME BLOVICE, které získalo v zastupitelstvu sedm mandátů. Na druhém místě skončila ODS se čtyřmi zastupiteli, v jejímž čele kandidátky stál dlouholetý starosta města Blovice Jan Poduška. Do zastupitelstva se dále dostala KSČM s jedním mandátem. Následována jedním zastupitelem zvoleným za seskupení Společně pro Blovice, které podpořila strana TOP 09. Hnutí ANO 2011 obdrželo ve volbách mandáty dva. Volební účast byla 55,72 %.
Ustavující a veřejné zasedání nově zvoleného zastupitelstva se uskutečnilo 31. října 2018 v místním Lidovém domě. Pro volební období 2018–2022 byl starostou zvolen Bc. Robert Zelenka (ŽIJEME BLOVICE Sdružení nezávislých kandidátů) a místostarostou byl znovu zvolen Ing. Michal Hodek (Společně pro Blovice). Rada města volená ze zastupitelstva je pětičlenná a jejími členy jsou čtyři zástupci vítězného sdružení nezávislých kandidátů ŽIJEME BLOVICE a jeden člen Společně pro Blovice, nominovaný TOP 09.

### Členství v organizacích
V roce 2004 bylo zastupitelstvem města odsouhlaseno vystoupení ze zájmové sdružení obcí Vodovodní přivaděč Starý Plzenec – Blovice. O rok dříve bylo uvažováno o členství ve svazku obcí pro kulturu Jižní Plzeňsko, ale nakonec nebylo členství doporučeno radou města a schváleno. Ve stejném roce se hovořilo o možnosti vstoupení do Svazku obcí pro odkanalizování území Blovicka. V roce 2005 se město stalo zakládajícím členem MAS Activios. Zároveň je členem Mikroregionu Úslava. V roce 2005 vstoupilo město do dobrovolného svazu obcí „Povodí Berounky“. Další organizaci, které je město členem, je Svazek obcí Plzeň-jih pro odpadové hospodářství.

### Členění města

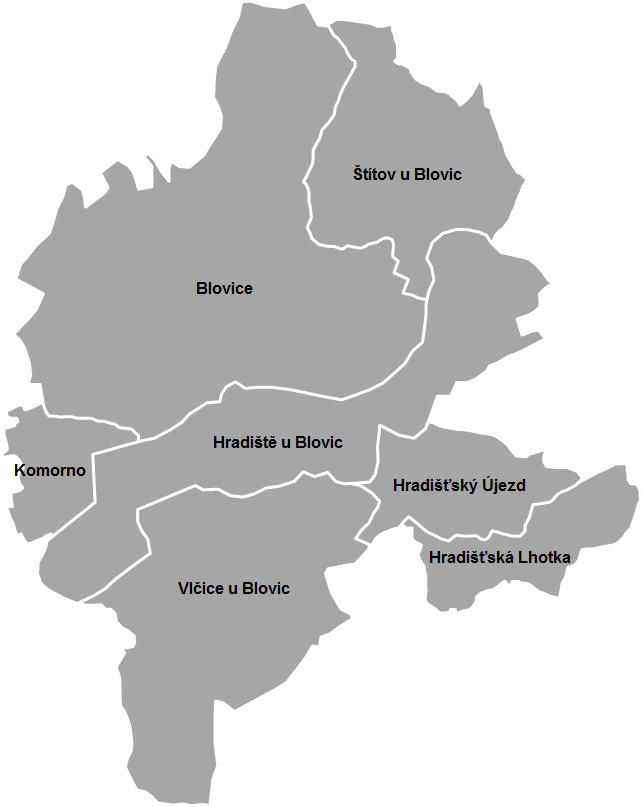
Mapa všech katastrálních území města Blovice

Blovice se člení na devět částí, které leží na sedmi katastrálních územích:
- Blovice (k. ú. Blovice)
- Bohušov (k. ú. Hradiště u Blovic)
- Hradiště (k. ú. Hradiště u Blovic)
- Hradišťská Lhotka (k. ú. Hradišťská Lhotka)
- Hradišťský Újezd (k. ú. Hradišťský Újezd)
- Komorno (k. ú. Komorno)
- Stará Huť (k. ú. Vlčice u Blovic)
- Štítov (k. ú. Štítov u Blovic)
- Vlčice (k. ú. Vlčice u Blovic)

K městu patří i osady Habří, Hladoměř, Kamensko, Na Čihadlech a Nová Huť.

### Městská policie
Městská policie, sídlící v budově radnice na Masarykově náměstí, byla založena obecně závaznou vyhláškou města Blovice 3/2005 ke dni 1. března 2005. První pokusy o její založení se objevují již v roce 2003. V roce 2017 má dva městské strážníky, kteří však konají podle aktuální dohody denní, noční i víkendové služby, protože v tak nízkém počtu není v silách udržet celodenní provoz na stanici. Jsou vybaveni střelnými zbraněmi a označeným vozidlem Dacia Duster (v roce 2006 byl koupen vůz Renault Kangoo) s výstražným zařízením. Na základě smlouvy strážníci MP Blovice jeden den v týdnu dohlížejí na pořádek v nedalekém městě Nepomuk, a to od roku 2006. Obecní policii měly Blovice i za první republiky, kdy ve městě sloužilo několik strážníků a byl zajištěn nepřetržitý provoz strážnice.

### Dobrovolní hasiči
SDH Blovice byl založen roku 1882. Od roku 1995 sbor vytváří Jednotku sbor dobrovolných hasičů, která je předurčena pro řešení mimořádných událostí, jako jsou například požáry, dopravní nehody, likvidaci nebezpečných látek a hmyzu, živelné pohromy, technické a technologické pomoci. V říjnu 2005 zakoupilo město Blovice jednotce nové vozidlo typu CAS 24.

## Hospodářství

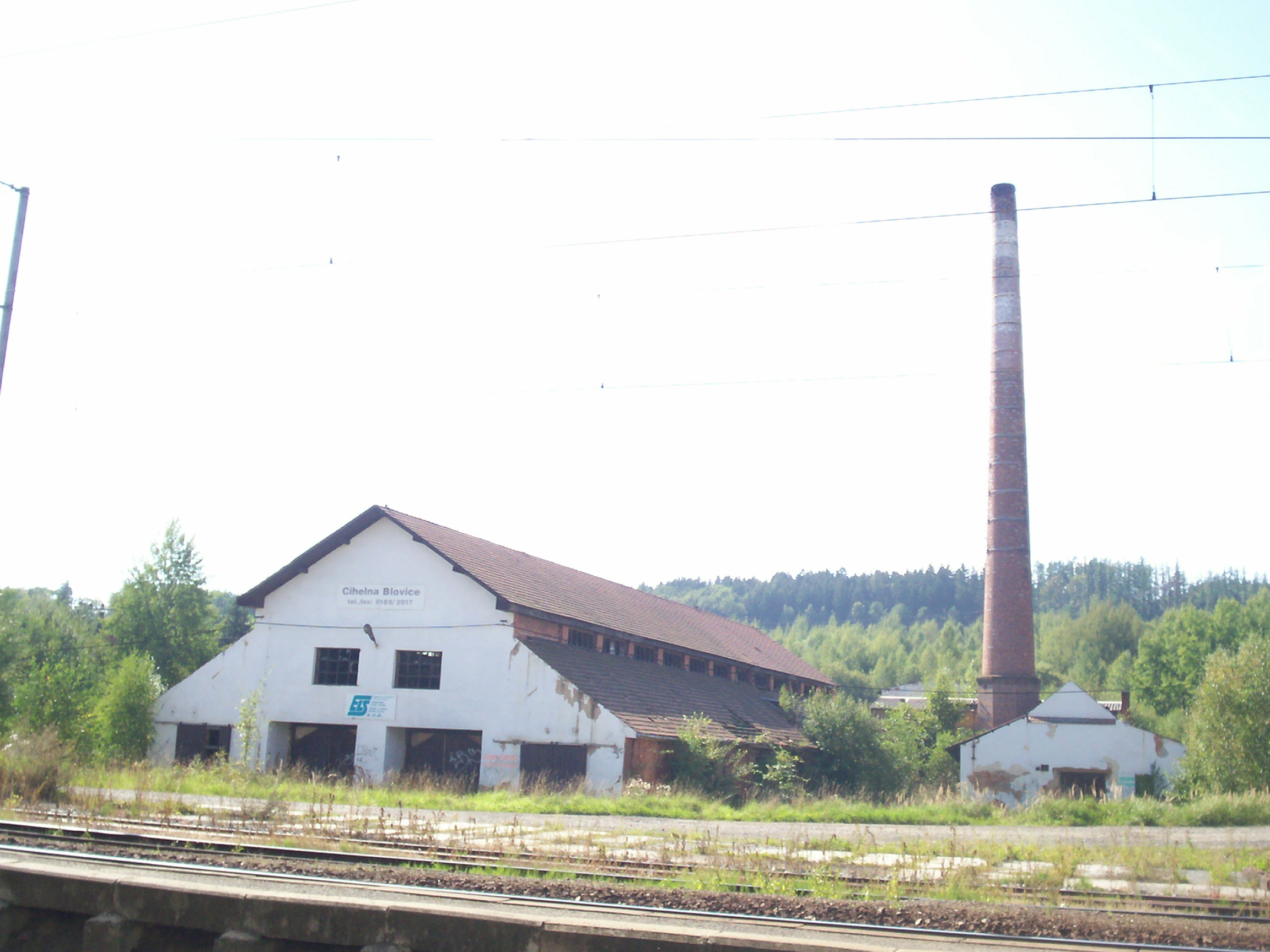
Stav blovické cihelny v roce 2010

### Průmysl

#### Cihelna
Cihelna se nachází vedle vlakového nádraží, z něhož sem též vede vlečka. Budova cihelny byla postavena v roce 1921. Původní majitel byl nucen kvůli hospodářské krizi areál prodat Legiobance, poté zde vznikl závod Keramika, společnost s ručením omezeným. Vyráběly se zde plné cihly, střešní tašky a drenážní trubky. Za socialistické éry převzaly výrobu Západočeské cihelny, národní podnik. V roce 1954 celý areál vyhořel, avšak byl rychle obnoven a o pět let později byla postavena další budova pro administrativu a sušárna. Přísun jílu z nedalekého vrchu Dubí zajišťovala dvě korečková rypadla. V roce 1984 se zde vyrobilo 375 000 cihel plného formátu měsíčně. Výroba byla zastavena z ekonomických důvodů až v devadesátých letech (zásoby jílu podle výpočtů z roku 1984 stačily do roku 1995).
Celému chátrajícímu areálu vévodí 40 metrů vysoký zděný komín kruhového profilu. Cihelna taktéž provozovala svojí úzkorozchodnou dráhu, která však byla v roce 1999 rozebrána a prodána do šrotu. Zachránit se podařilo jen lokomotivu MD2 z roku 1940 a tři výklopné vozíky, které se nacházejí v péči Staroplzenecké železnice. Od roku 1995 se v areálu koná sraz historických vojenských vozidel nazvaný Blovický smyk. Specifické prostředí opuštěného průmyslového objektu a motokrosové dráhy vyhovuje vzácnému druhu obojživelníka – kuňce žlutobřiché, která podobné lokality vyhledává. Z tohoto důvodu byla motokrosová dráha v blovické cihelně zařazena do seznamu přírodních lokalit Natura 2000.

#### Merkur
Během první republiky založil Jan Hladil v Blovicích firmu zaměřenou na zpracování dřeva a výrobu modelů. Po znárodnění v roce 1949 převzal závod KOH-I-NOOR, národní podnik a začala se zde vyrábět pravítka, měřítka a kancelářský nábytek. O rok později byl závod přejmenován na Logarex, národní podnik a výroba se přeorientovala na nivelační latě, trasírky a podobná geodetická náčiní. V roce 1960 převzala továrnu firma Reklama obchodu, která se v roce 1966 přejmenovala na Merkur. Od roku 1983 do revoluce nesl areál název Merkur, propagační a nakladatelský podnik, Praha, závod Blovice. Mezi největší úspěchy firmy se řadí výroba a montáž českých reprezentativních prostor na Expu 67 v Kanadě a prostor tuzemských výstav Země živitelka a Podzimní Brno. Od roku 1979 začala spolupráce s Vládním výborem pro cestovní ruch, díky němuž firma zajišťovala prostorovou propagaci na hraničních přechodech ČSSR a výrobu informačních tabulí u historických památek. V roce 1984 pracovalo v závodě celkem 120 zaměstnanců. Po sametové revoluci se podnik transformoval na závod EXPO Blovice a v dnešní době nese název ARTEO Blovice.

## Doprava

### Železniční doprava

#### Nádraží Blovice

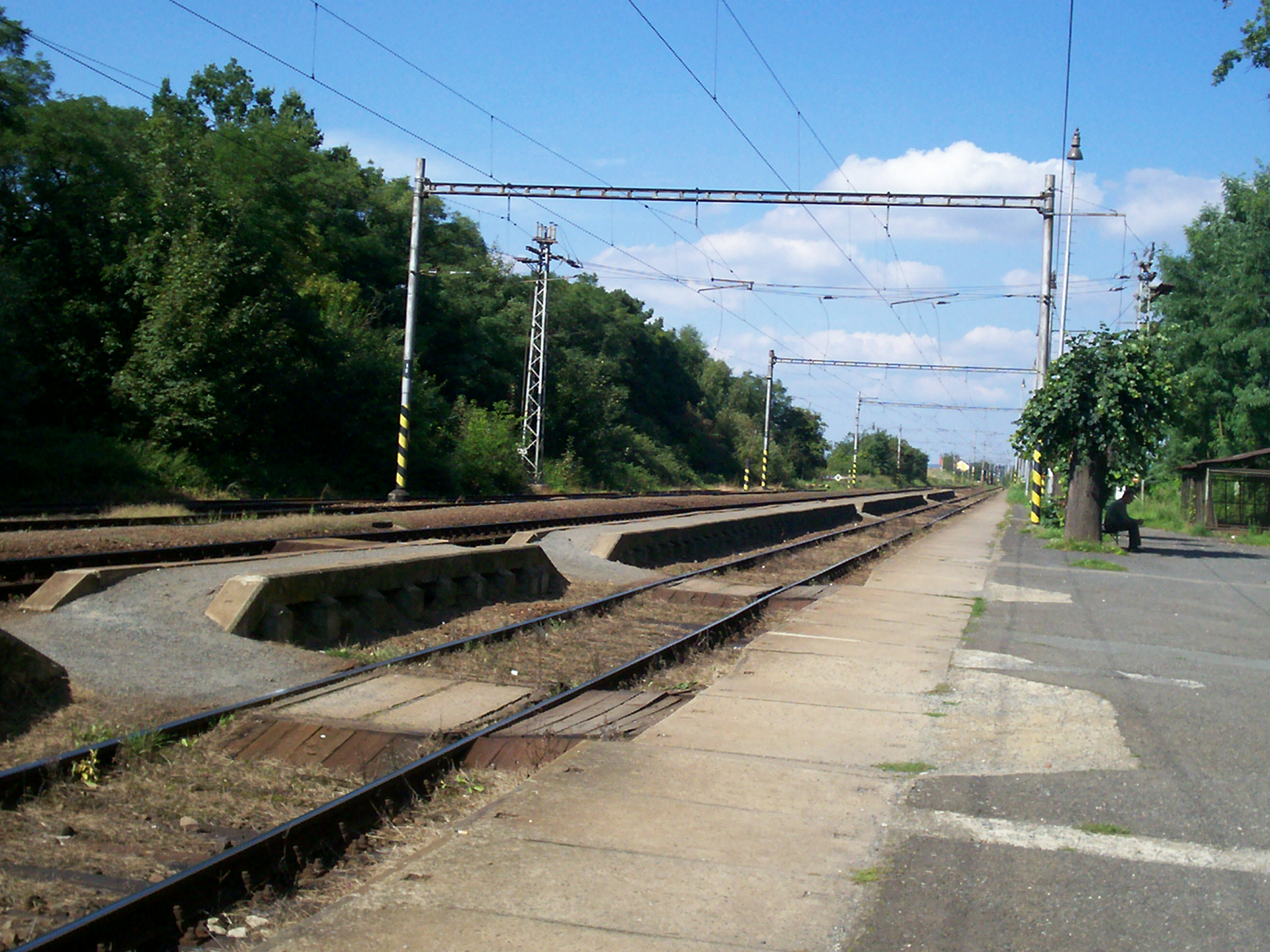
Kolejiště blovického nádraží (stav v roce 2010)

Nádraží Blovice se nachází na trati č. 190 (Plzeň – České Budějovice), a to na km 325,349. Stanice je tvořena nádražní budovou a třemi nástupišti (dvě o délce 240 m, třetí o délce 150 m). Kolejí je zde celkem šest – tři dopravní s nástupišti a 3 manipulační. Stanice je v osobní dopravě obsluhována pouze národním dopravcem České dráhy a i přes snahu místních zastupitelů zde nezastavují rychlíky, ale pouze osobní a spěšné vlaky. V roce 1898 městské zastupitelstvo jednalo o železniční dráze Blovice – Rožmitál pod Třemšínem, která však byla z důvodu nedostatku finančních prostředků zamítnuta. V roce 2020 se plánuje oprava nádražní budovy za 8 miliónů korun.[zdroj?]
V okolí tohoto nádraží docházelo v roce 1924 k velkým vlakovým loupežím zboží přímo za jízdy z vagónů nákladních vlaků.

#### Zastávka Blovice-Vlčice
Zastávka Blovice-Vlčice je plánovaná železniční zastávka na trati č. 190 (Plzeň – České Budějovice). Je o ní jednáno už od 80. let 20. století, avšak stavba je stále z finančních důvodů odkládána.[zdroj?]

#### Vlečka do cihelny
Vlečka do areálu cihelny je dlouhá 185 metrů, která je od roku 2006 provozována soukromou firmou. Vlečka je zaústěna do celostátní dráhy výhybkou č. C1 v km 325,245 trati č. 190 (Plzeň – České Budějovice). Spád vlečky je 4 promile. Na km 0,056 se nachází nechráněný železniční přejezd osazený výstražnými kříži křížící ulici U Nádraží. Místem odevzdávky a přejímky je část vlečkové koleje od km 0,060 vlečky do km 0,185 vlečky (zarážedlo kusé koleje). V současné době (2017) se tato vlečka používá jen minimálně.

#### Vlečka do areálu sila
Vlečka do areálu sila má dvě vyústění do celostátní dráhy, konkrétně do trati č. 190 (Plzeň – České Budějovice). Stará vlečka je prodloužením koleje č. 4 z nádraží Blovice a odpojuje se v km 325,088. V kilometráži 0,039 se nachází zabezpečený železniční přejezd ulice Husova. Nová vlečka je odpojením z koleje č. 1 blovického nádraží a k odpojení dochází v km 324,855. V areálu sila se pak vlečka rozděluje na tři navzájem propojené nakládkové koleje o délce okolo 320 metrů.

### Silniční doprava

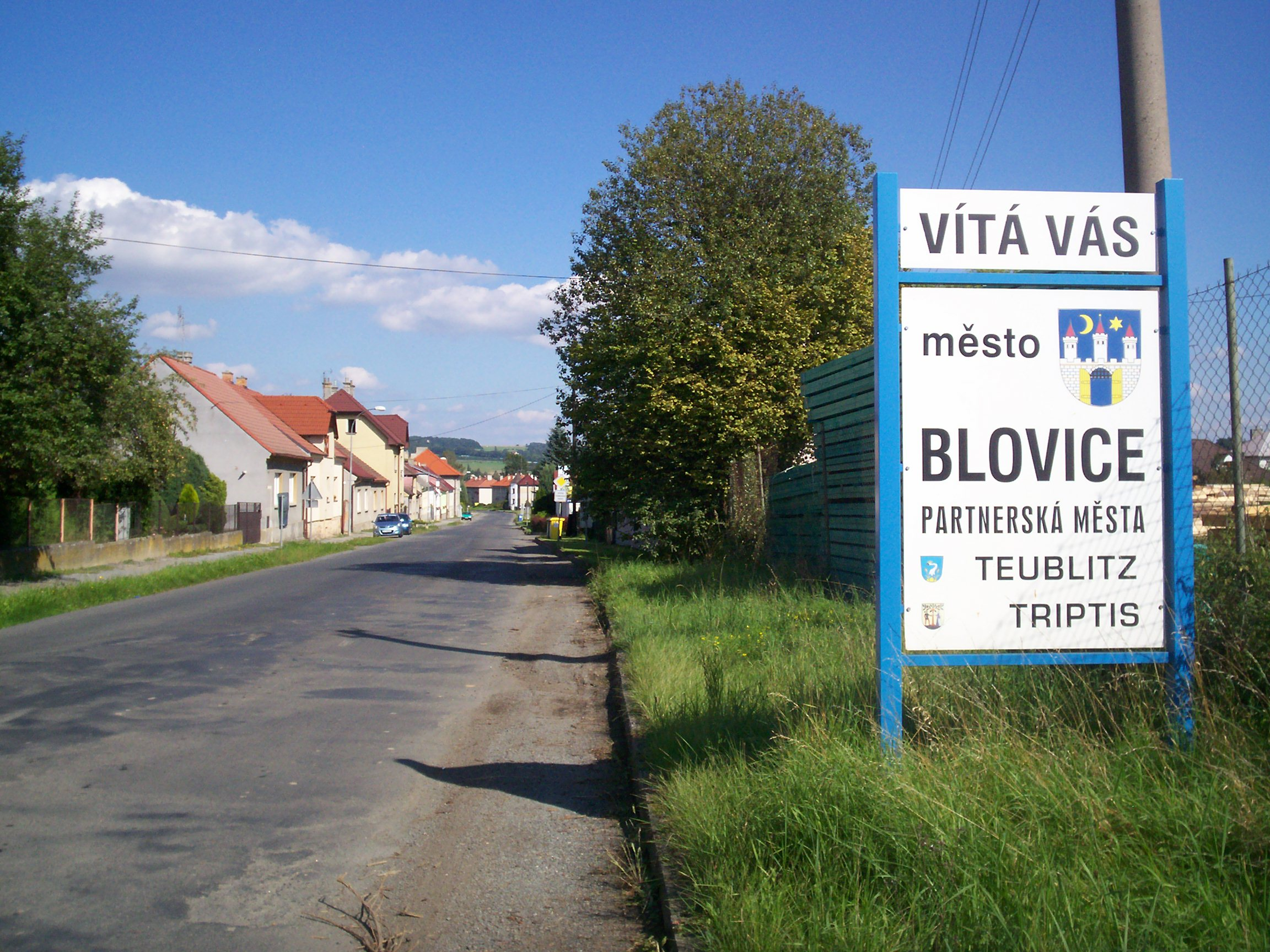
Vjezd do města Husovou ulicí (silnice II/117) ze směru od Klatov, stav 2010

Městem prochází dvě silnice II. třídy – II/117 (Žebrák–Klatovy) a II/178 (Vodokrty–Blovice), která zde v Blovicích končí spojením s první jmenovanou silnicí. Obě silnice spojují město s blízkou silnicí I. třídy I/20, která je zároveň mezinárodní silnicí E49. Podle sčítání dopravy z roku 2016 je nejrušnější částí města ulice Hradišťská (silnice III. třídy III/17711), která spojuje střed města s místní částí Hradiště a Bohušov – za pracovní den zde projede 4 754 vozidel, z čehož 752 vozidel je klasifikováno jako „těžká vozidla“. V roce 2010 byly nejrušnější části města ulice Setecká a Americká (II/178), které přivádí dopravu z mimoúrovňové křižovatky silnice II/178 a I/20 směrem od Plzně do středu města. Zde se jednalo o 2 847 vozidel za pracovní den.
V roce 1889 připadalo na jednoho občana blovického okresu 7,2 kilometru okresní silnice, což okres řadilo na 3. místo v rámci Čech. Od roku 1864 do roku 1889 bylo investováno do stavby blovických okresních silnic celkem 410 000 zlatých, což okres řadí opět na třetí místo.

### Letecká doprava
V místní části Komorno se nachází zpevněná nouzová plocha známá pod označením UL-BLOV včetně budov zázemí. Asfaltový povrch o délce zhruba 350 metrů je dodnes v dobrém stavu. Do roku 1991 se jednalo o polní letiště podniku pro leteckou činnost – letiště Komorno LO 204 Mariánské Lázně, se skladem agrochemikálií. V roce 2017 je plocha využívána JSDH Blovice, modeláři letadel a začínajícími řidiči.

### Turistické a cyklistické trasy
Turistické značení Klubu českých turistů je zde zastoupeno celkem sedmi rozcestníky a třemi druhy tras – červená (č. 0219), zelená (č. 1413) a modrá (č. 3693), které se protínají na blovickém náměstí.
Městem prochází cyklotrasa II. třídy číslo 31 (Plzeň–Nepomuk–Bernartice–Lom), od které se ve městě odpojují cyklotrasy IV. třídy č. 2144 (Blovice–Únětice), č. 2145 (Drahkov–Vlčice) a č. 2147 (Blovice–Dobřív).

## Společnost

### Vzdělání
Ve městě se nachází hned několik škol, přičemž tři se nachází ve stejné ulici pod nádražím.
- Mateřská škola
- Základní škola (I. i II. stupeň) – v roce 2004 došlo k přejmenování školy na "Základní škola Blovice Plzeň-jih"
- Gymnázium Blovice je jediné gymnázium v okrese Plzeň-jih. V roce 2010 mělo být blovické gymnázium sloučeno s Mikulášským gymnáziem v Plzni, nakonec se tak ale nestalo a roce 2012 gymnázium oslavilo 50 let od svého vzniku v roce 1962.[53] Ve školním roce 2014/2015 škola zvítězila v Plzeňském kraji již potřetí v hlasovací soutěži Gympl roku, pořádané Českou studentskou unií.[54]
- Základní škola internátní
- Základní umělecká škola
- Pobočka střední školy Oselce - nabízí vzdělání v učebních oborech s výučním listem:[55]
  - Opravářské práce
  - Stravovací a ubytovací služby
  - Potravinářská výroba
  - Pečovatelské služby
  - Prodavačské práce

### Zdravotnictví
Ve městě se nachází poliklinika, jejíž součástí je například chirurgická ambulance, pracoviště pro RTG vyšetření, ordinace praktického lékaře či lékárna. V části Blovice-Vlčice se nachází základna Zdravotnické záchranné služby Plzeňského kraje.

### Město v kultuře
Plukovník von Blowitz je jednou z hlavních postav románu na pokračování vycházejícího v periodiku Národní osvobození v letech 1926–1929.

## Pamětihodnosti
- Kostel sv. Jana Evangelisty

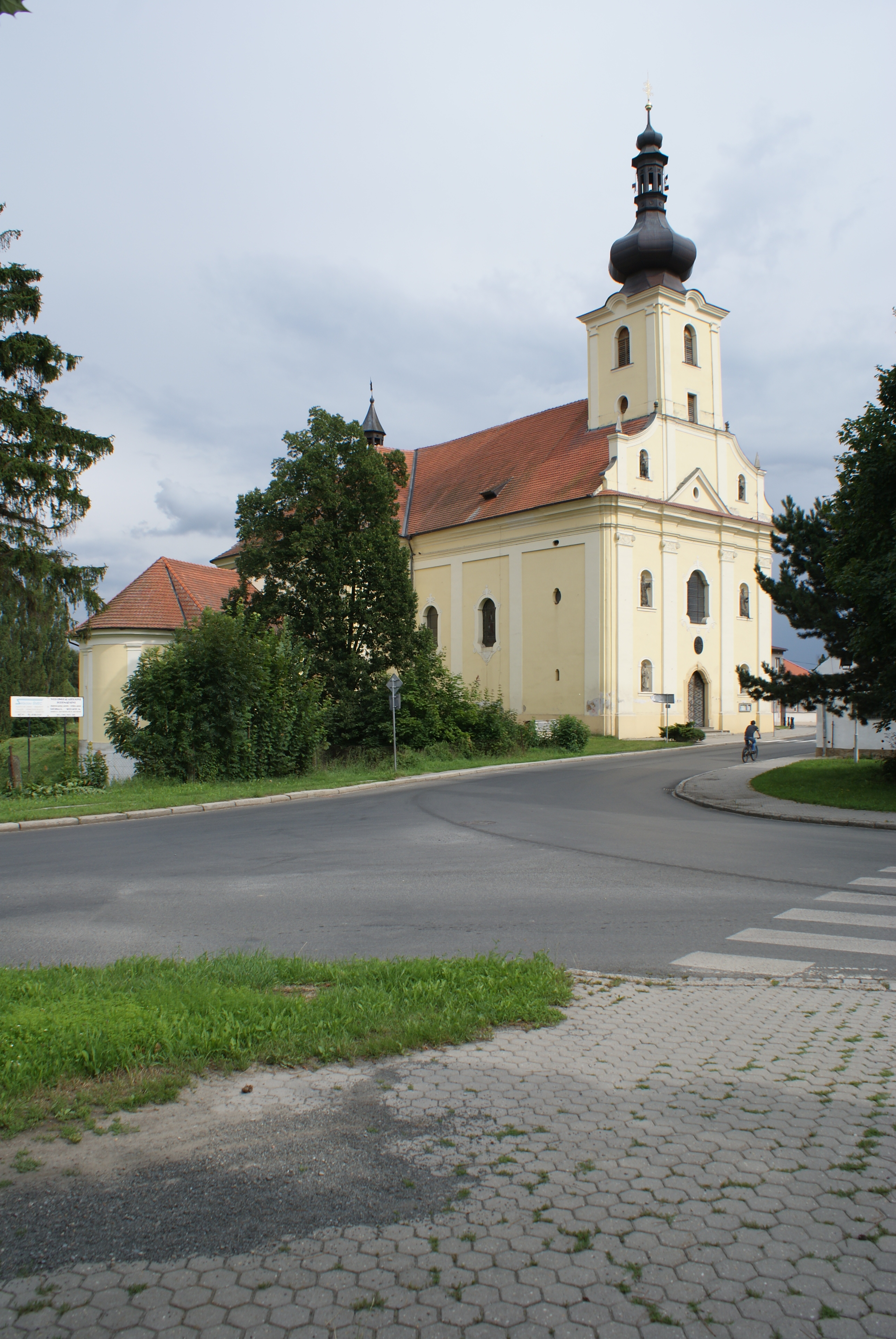
Kostel sv. Jana Evangelisty

- Radnice na Masarykově náměstí z roku 1825, přestavěna v roce 1893 do pseudorenesanční podoby
- Socha svatého Jana Nepomuckého (1702) na Masarykově náměstí
- Zámek Hradiště – v současné době sídlo Muzea jižního Plzeňska v Blovicích
- Synagoga a židovský hřbitov
- Sousoší svatého Kříže v barokním slohu (1727) a socha archanděla Michaela v místní části Bohušov
- Památník Mistra Jana Husa – pamětní deska z roku 1915 nacházející se původně v parku Cecima; v současné době před Základní uměleckou školou v centru města
- Památkově chráněné domy na Masarykově náměstí čp. 23 a čp. 24
- Měšťanský dům v Hradišťské ulici čp. 148 – bývalé sídlo Muzea jižního Plzeňska v Blovicích, kterému dům věnoval jeho majitel František Raušar

## Osobnosti
| - Karel Bečvář, DFC (1917–1942), plukovník i. m., letec RAF - Luděk Beneš (1937–2016), chemik, mistr světa ve vodním slalomu - Anna Berkovcová (1881–1960), zakladatelka dívčího skautingu - Vojtěch Bělohrobský (1839–1869), básník, učitel, hudebník a skladatel - Václav Blahna (1915–1943), podplukovník i. m., letec RAF - Jaroslav Čechura (* 1952), profesor a historik specializující se na novověk - Miroslav Drnek (1917–1941), major i. m., letec RAF - Jan Gross (1833–1894), soudce a spisovatel - Jan z Blovic (?–1502), matematik a děkan na Univerzitě Karlově - Vojtěch Heinrich Jirota (1851–1872), básník a spisovatel - František Jaroslav Vacek Kamenický (1806–1869), kněz a básník - Josef Karlík (1844–1915), podnikatel a politik, starosta Blovic, poslanec zemského sněmu a Říšské rady - Jaromír Kašpárek (1896–1919), praporčík italských legií, padl při československo-maďarské válce - Milan Knížák (* 1940), výtvarník, hudebník a performer, ředitel Národní galerie v Praze, rektor AVU - Václav Kořínek (1915–2007), kněz a kanovník svatovítské kapituly - Jan Kratochvíle (1818–1899), duchovní, politik a spisovatel | - Adolf Kraus (1850–1928), právník a židovský vůdce ve Spojených státech - Jaroslav Kursa (1875–1950), tvůrce české (československé) vlajky - Josef Matějka (1881–1953), akademický malíř a pedagog - František Nejdl (1896–1975), architekt - Jarmila Nygrýnová (1953–1999), atletka, medailistka z mistrovství Evropy – 2x zlato, 3x stříbro, 2x bronz - Henri Opper de Blowitz (1825–1903), významný žurnalista 19. století - Štěpán Pučálka (1845–1914), lékař a komunální politik - Viktor Radnický (1916–1985), fotograf a fotožurnalista - František Raušar (1857–1941), zakladatel Muzea jižního Plzeňska, spisovatel - Augusta Rozsypalová (1857–1925), učitelka a poslankyně - Jakub Sochor (* 2000), sportovní střelec - Václav Šediva (1861–1905), právník a spisovatel - Marie Škardová (1906–1943), odbojářka - Ota Šmíd (1871–1936), právník a odborník dopravních tarifů - Jaroslav Štercl (1919–1996), herec, komik, trampský zpěvák - Václav Valenta-Alfa (1887–1954), legionář, řídící učitel legionářské školy v Irkutsku a měšťanské školy v Blovicích - Václav Žalud (1894–?), sochař |

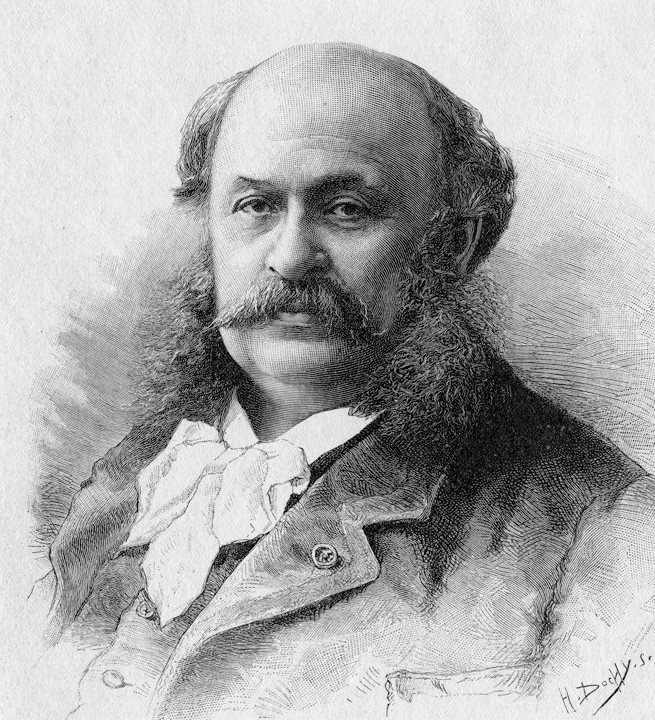
Henri Georges Stephan Adolphe Opper de Blowitz (1825–1903)

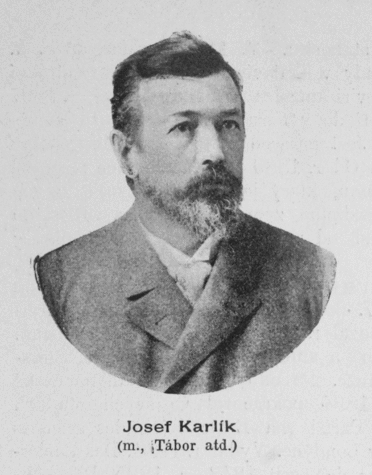
Josef Karlík (1844–1915), starosta Blovic

## Partnerská města
- Teublitz, Německo (Spolková země Bavorsko)
- Triptis, Německo (Spolková země Durynsko)

## Galerie

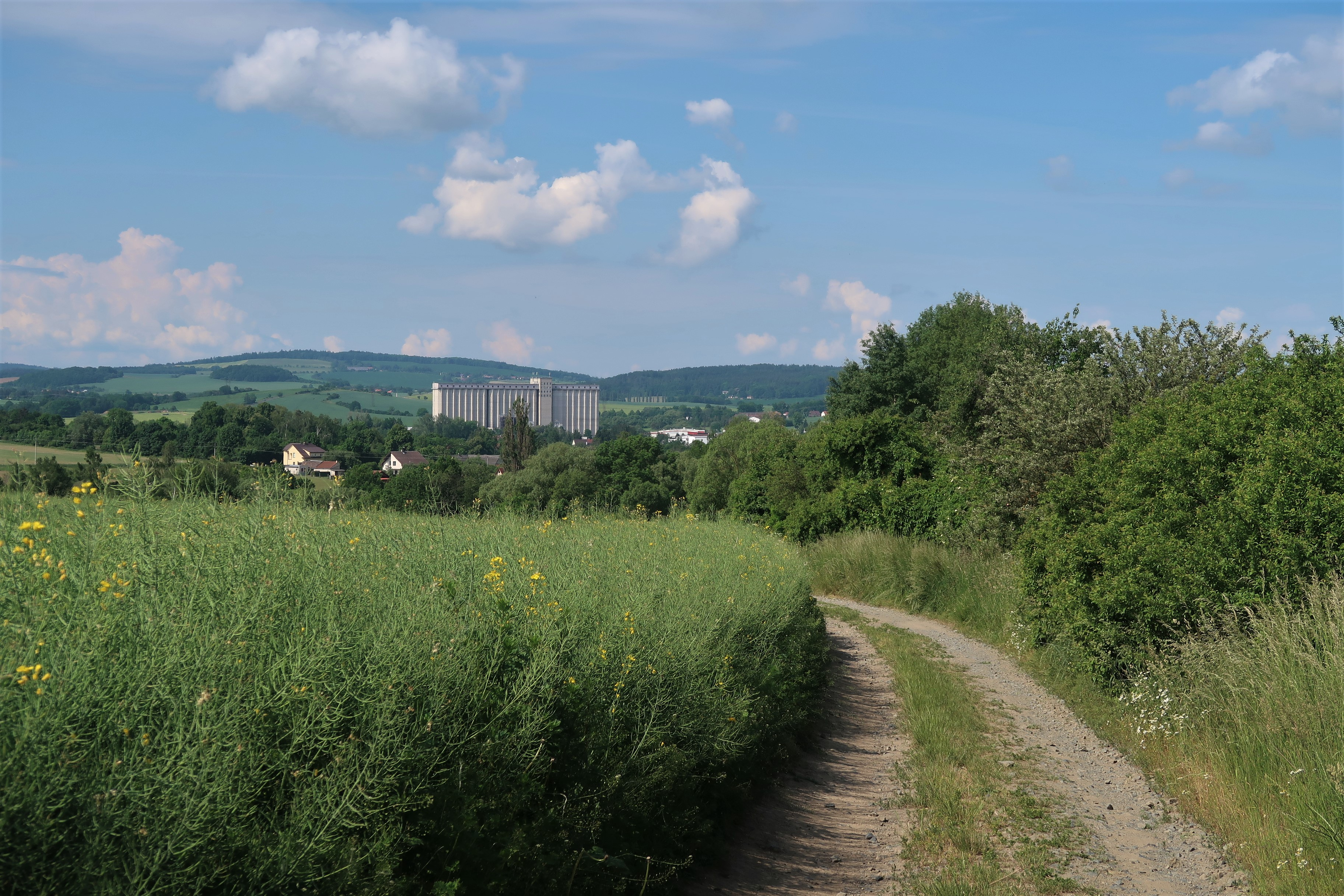
Silo Blovice pohledem z cesty do Spáleného Poříčí
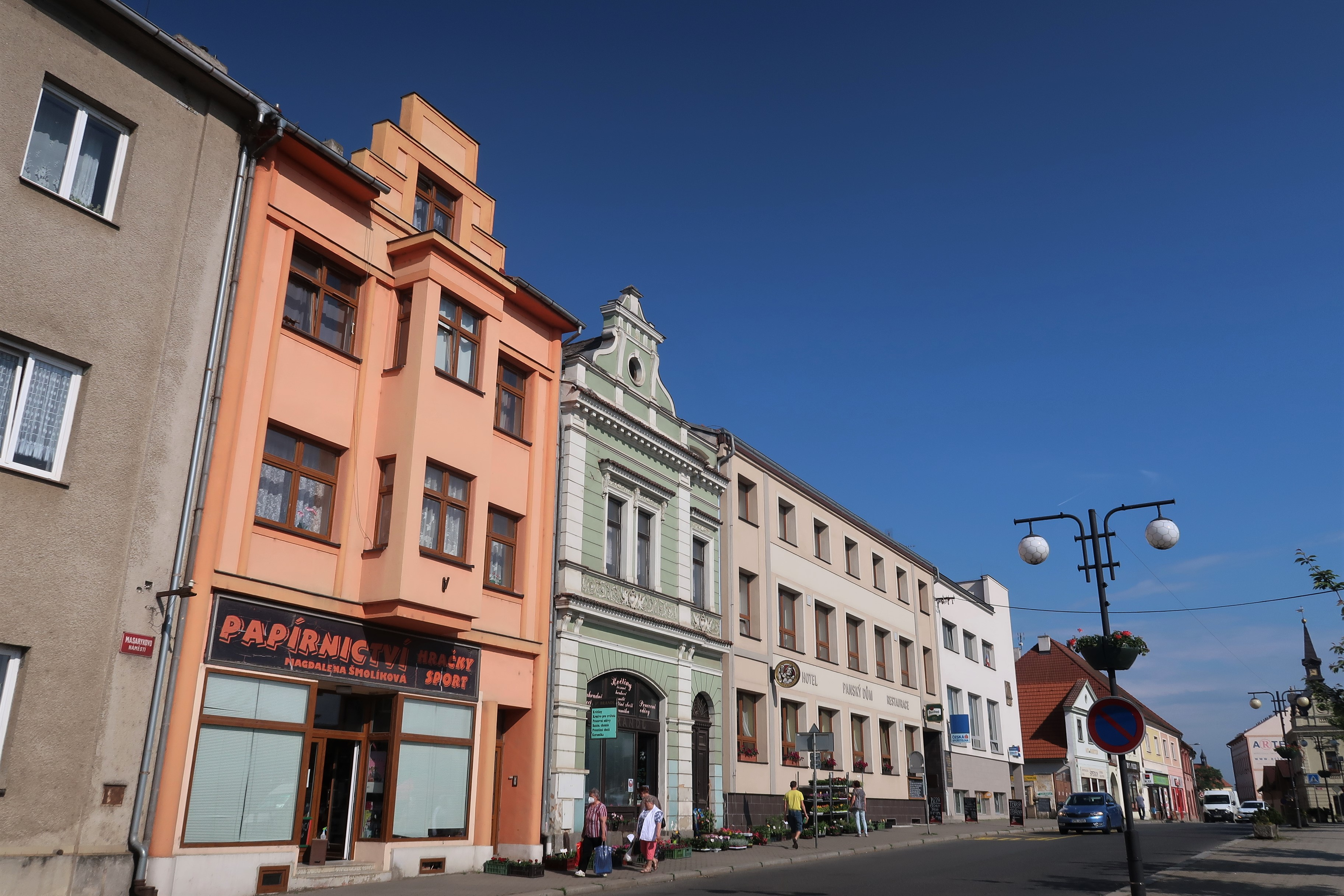
Masarykovo náměstí
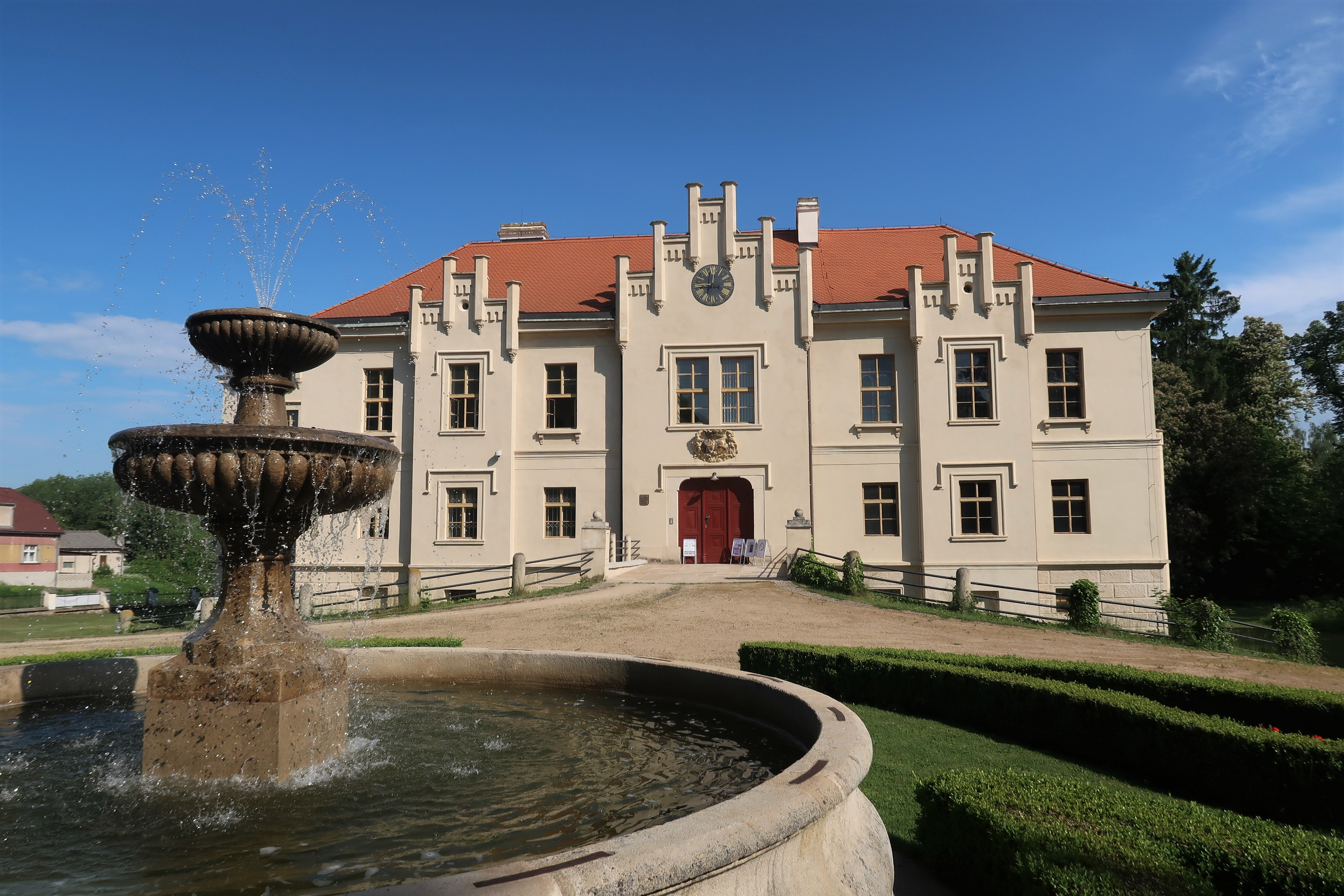
Zámek Hradiště
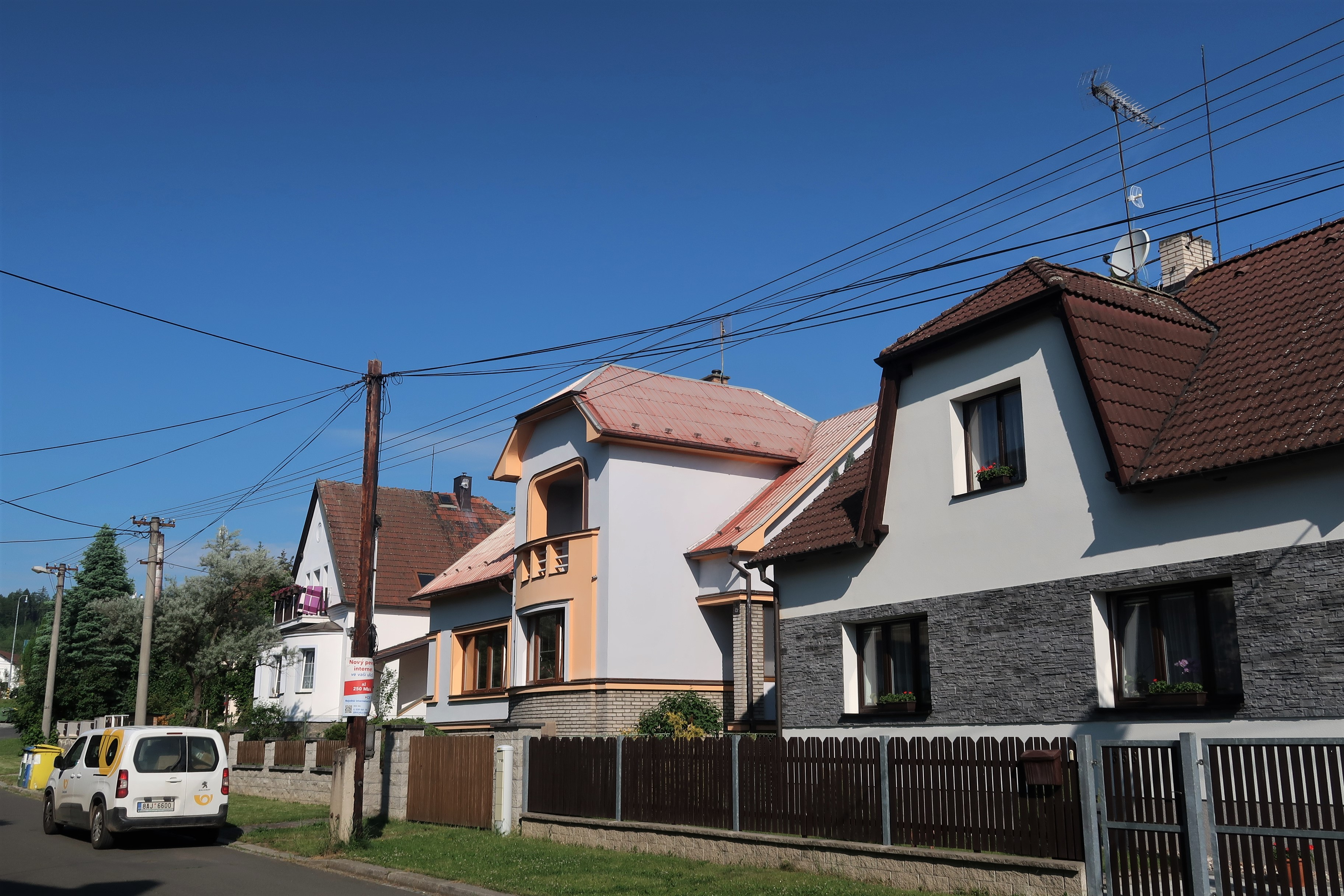
Nádražní ulice
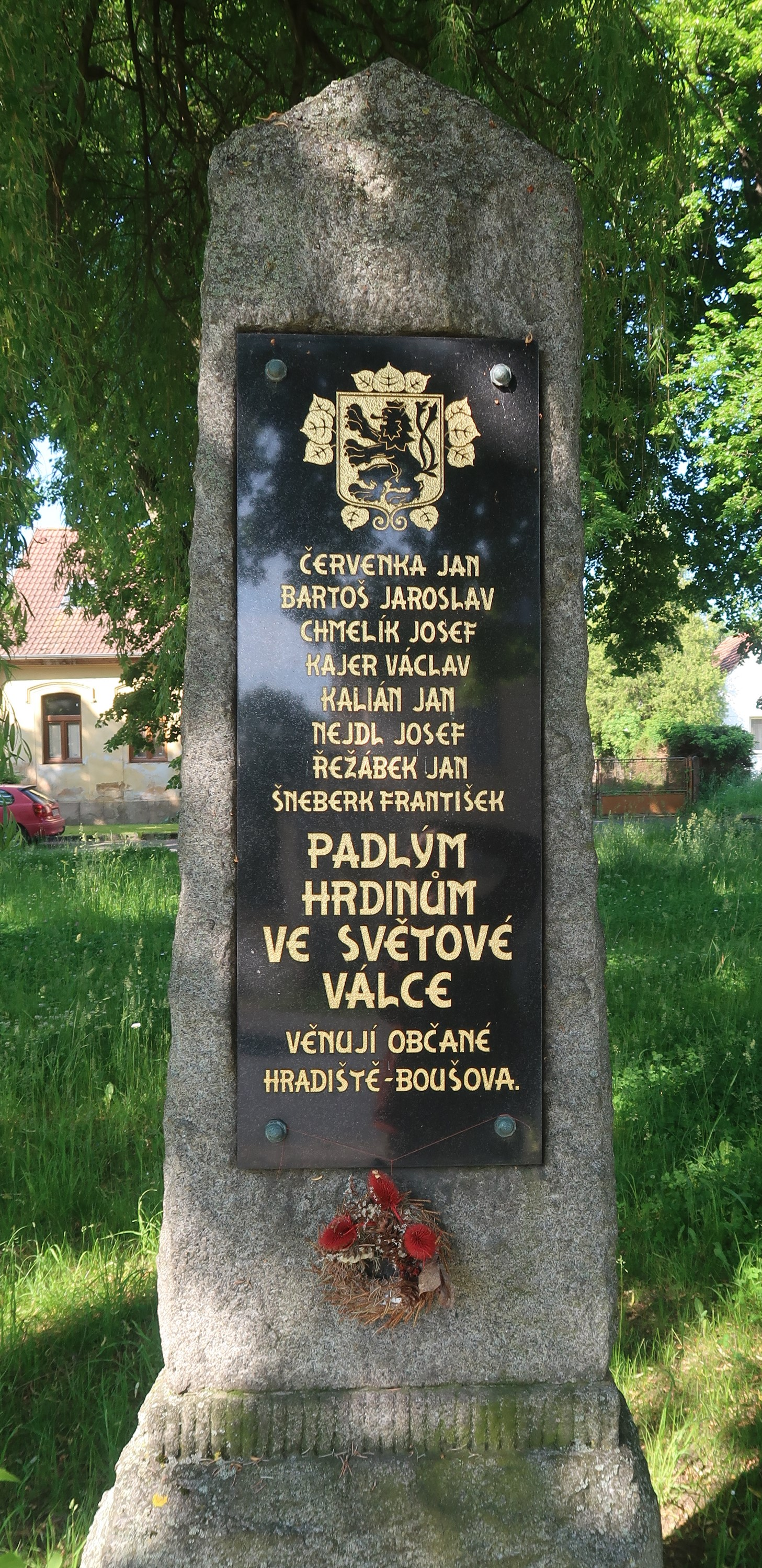
Památník obětem první světové války v místní části Hradiště
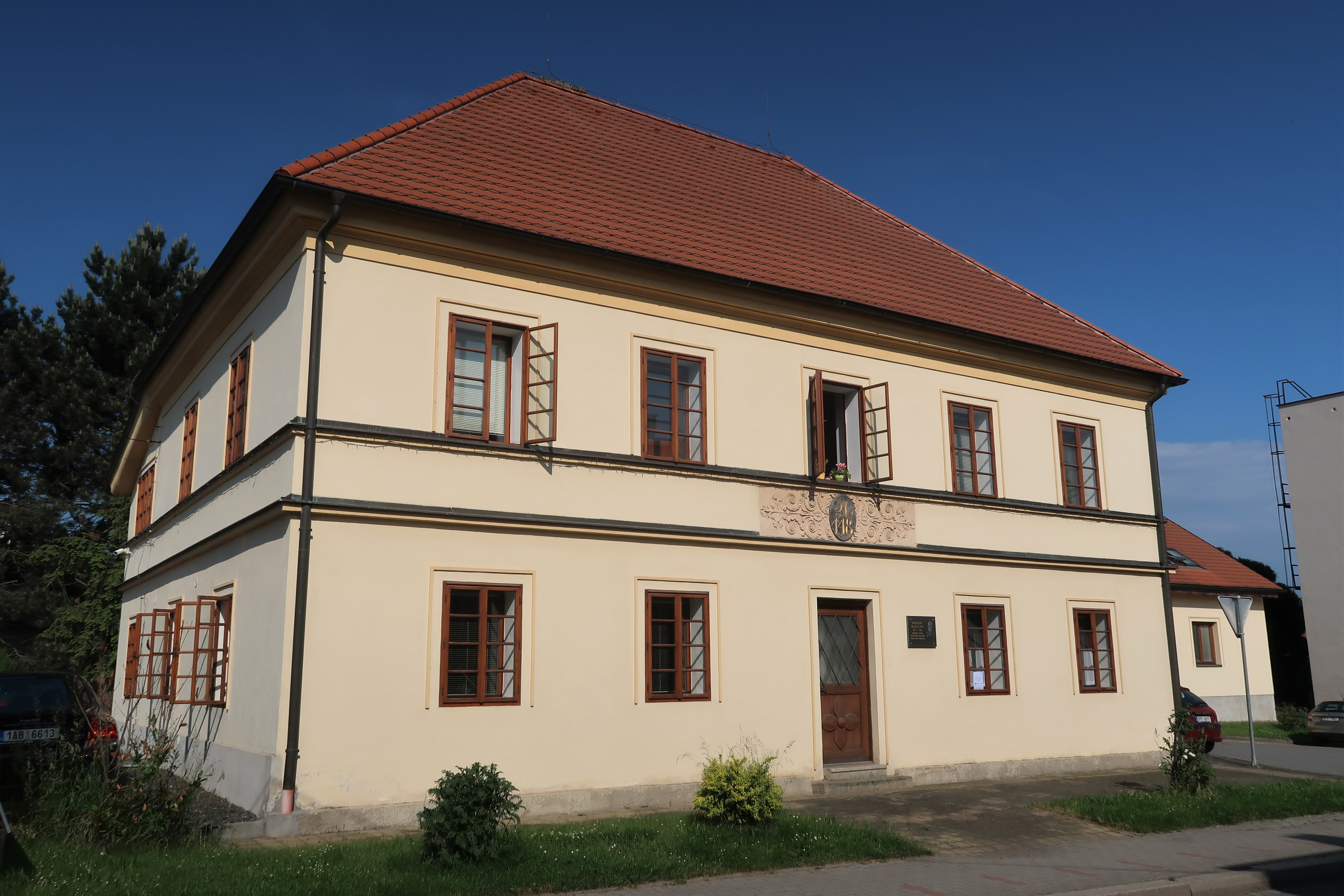
Úřad práce, bývalý dům Františka Raušara
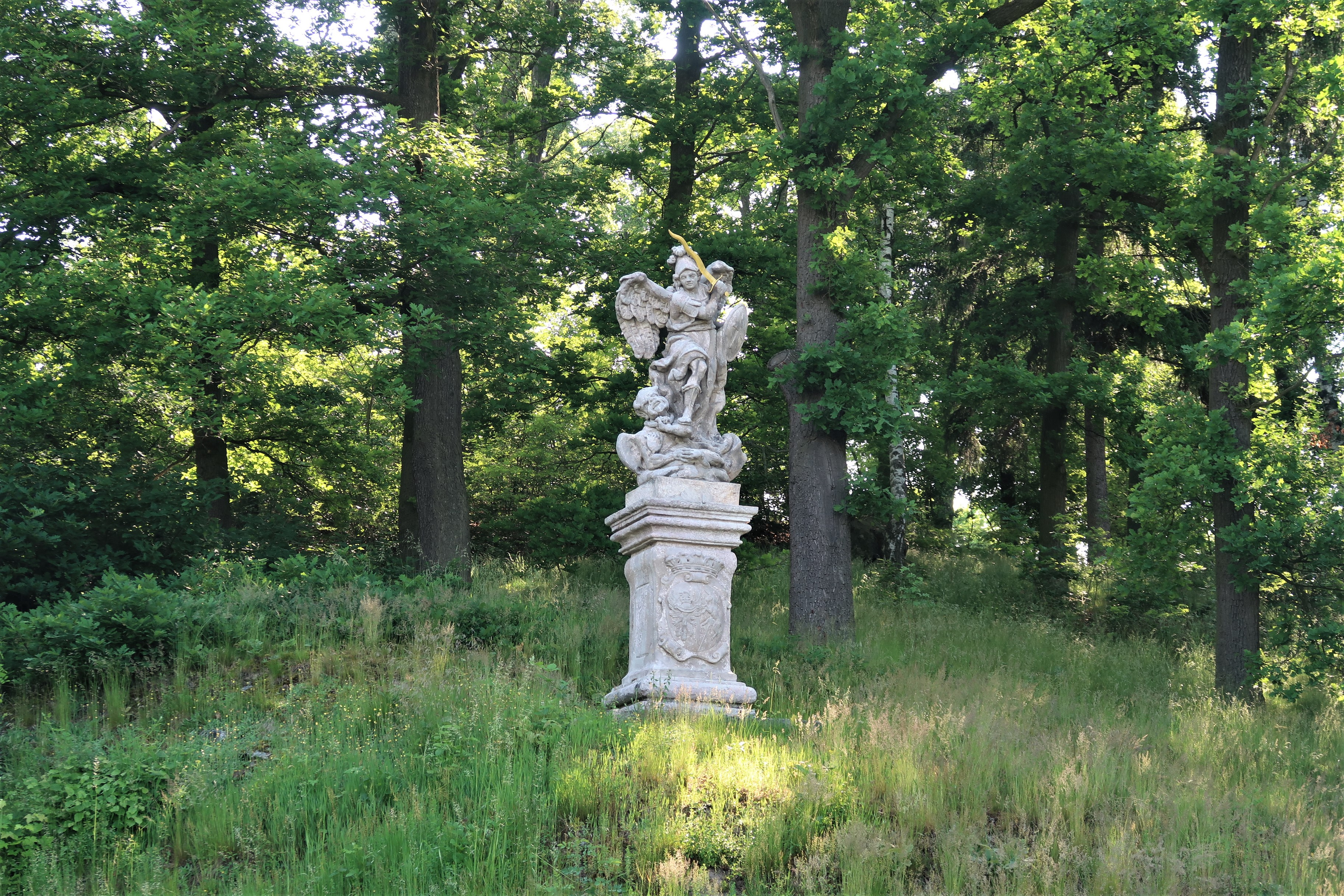
Socha archanděla Michaela na úpatí vrchu Kalvárie
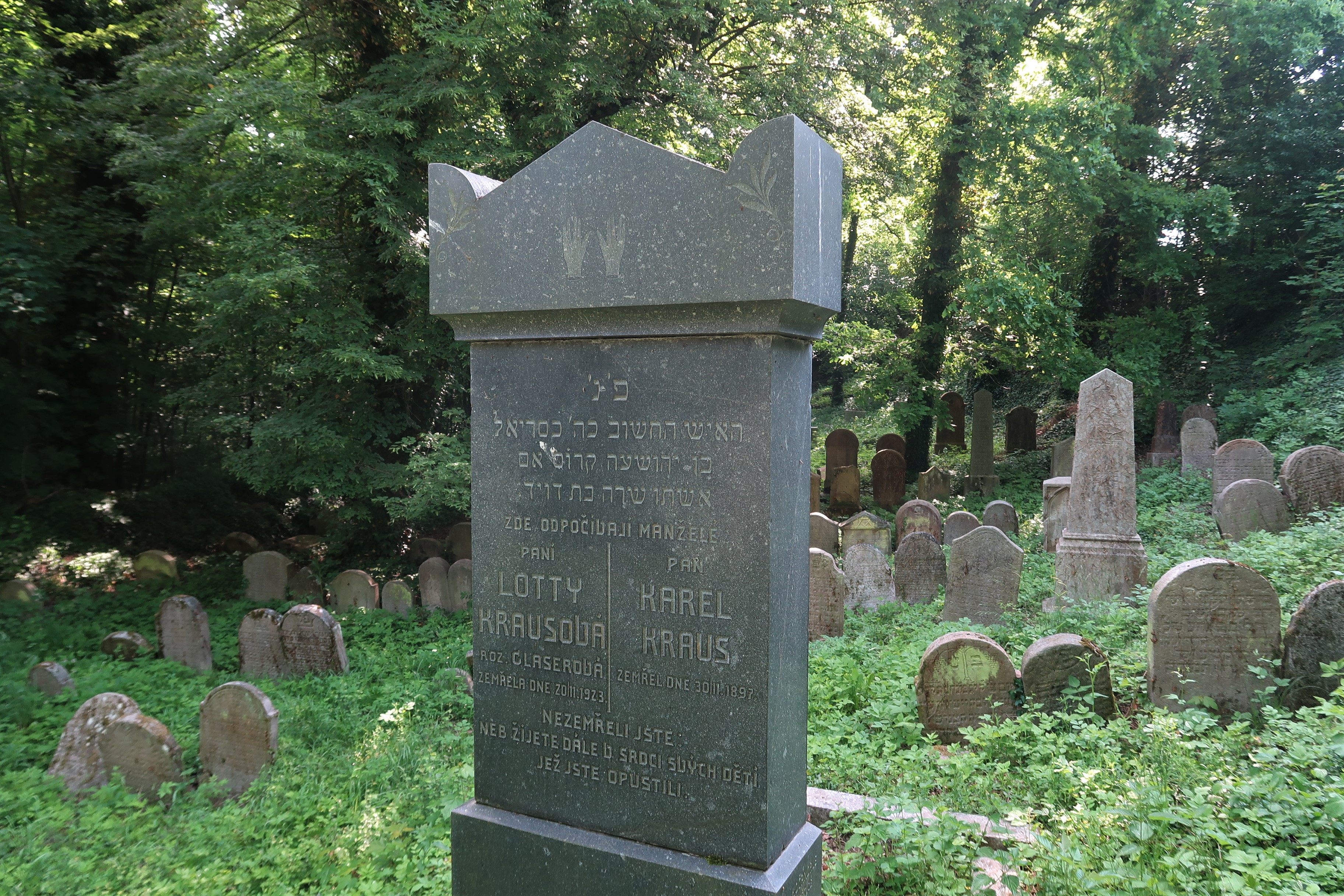
Židovský hřbitov v Blovicích